# Stigmatomma santschii
Stigmatomma santschii es una especie de hormiga del género Stigmatomma, familia Formicidae. Fue descrita científicamente por Menozzi en 1922.
Se distribuye por Camerún, Costa de Marfil, Ghana, República Centroafricana, Santo Tomé y Príncipe y Senegal. Se ha encontrado a elevaciones de hasta 1350 metros. Vive en microhábitats como la hojarasca y troncos podridos.